# 伊爾切斯特
伊爾切斯特（Ilchester）是英國薩默塞特郡的一個村莊兼民政教區，位於約河畔，距離約維爾5英里（8.0）。其教區包含村莊 Sock Dennis（亦稱Stock-Dennis）和Northover，人口約2,153。

## 歷史

### 羅馬時代
在羅馬不列顛時代，此地稱作Lindinis，是福斯路上的堡壘及市鎮。在4世紀的時候主要是一片基督教墓地。 後來成為杜羅特里吉人的兩個地區中心之一。 出去羅馬人外，盎格魯撒克遜人也曾佔領此地。